# Chaînon de la Reine-Alexandra
Le chaînon de la Reine-Alexandra est un massif de montagnes qui culmine au mont Kirkpatrick, à 4 528 m d'altitude, plus haut sommet de la chaîne Transantarctique.

## Géographie

### Topographie
Ce massif se situe dans la chaîne Transantarctique centrale, au même titre que la chaîne Churchill et le chaînon de la Reine-Elizabeth, entre les glaciers Beardmore et Law et entre la plateforme de glace de Ross et le plateau Antarctique.

### Principaux sommets
Les principaux sommets du massif sont les suivants :
- mont Kirkpatrick, 4 528 m ;
- mont Elizabeth, 4 480 m ;
- mont Bell, 4 303 m ;
- mont Mackellar, 4 297 m ;
- Fleming Summit, 4 200 m ;
- mont Dickerson, 4 120 m ;
- pic Decennial, 4 020 m ;
- mont Anne, 3 872 m ;
- mont Falla, 3 825 m.

## Histoire
Ce massif de montagnes a été découvert lors de l'expédition Nimrod (1807-1809) vers le pôle Sud et a été nommé par Ernest Shackleton en l'honneur de la reine Alexandra de Danemark, femme du roi Édouard VII du Royaume-Uni. Shackleton et ses hommes, et plus tard des membres de l'expédition de Robert Falcon Scott, ont collecté des échantillons de roches contenant des fossiles. La découverte de formes de vie multicellulaires si proche du pôle Sud a constitué une nouvelle preuve pour la publication en 1910 puis 1912 de la théorie de la dérive des continents.